# Sterbegeldversicherung
Unter einer Sterbegeldversicherung versteht man eine meist lebenslange Kapitallebensversicherung auf den Todesfall mit einer relativ niedrigen Versicherungssumme. Sie soll vor allem die Beerdigungskosten und andere direkt mit dem Tod verbundene Aufwendungen abdecken, um die Hinterbliebenen nicht mit diesen Kosten zu belasten (Bestattungspflicht), aber insbesondere auch, um eine angemessene Beerdigung sicherzustellen, wenn keine Hinterbliebenen vorhanden sind. Diese Versicherungen wurden besonders nach dem Wegfall des Sterbegeldes der gesetzlichen Krankenkassen (GKV) im Jahr 2004 beworben, das zuletzt aber bereits auf 525 Euro begrenzt war. Solche Lebensversicherungen wurden früher wegen der kleinen Versicherungssummen auch als Klein-Lebensversicherungen bezeichnet. Typische Anbieter von Sterbegeldversicherungen sind sogenannte Sterbekassen. Hierbei handelt es sich um kleinere Versicherungsunternehmen, die häufig in der Rechtsform eines Versicherungsvereins auf Gegenseitigkeit (VVaG) organisiert sind und diese Form der Versicherung im Unterschied zu großen Versicherungsunternehmen schon seit vielen Jahrzehnten anbieten.

## Vertragsgestaltung
Die Verträge variieren von Beitragszahlungen bis zum 65. beziehungsweise bis zum 85. Lebensjahr oder ein Leben lang und es können auch feste Beitragszahlungsdauern – meist bis zu 25 Jahren – vertraglich vereinbart sein. Die Versicherungssumme erhöht sich meist im Laufe des Vertrages noch durch Leistungen aus der Überschussbeteiligung.
Wie bei allen Versicherungen auf den Todesfall hängt die Höhe des Beitrags wesentlich von dem Alter des Versicherten bei Vertragsbeginn ab. Bei Abschluss in höherem Alter sind entsprechend hohe Beiträge für die dann jährlich zu erwartende Sterblichkeit zu erwarten. Beiträge jüngerer Versicherter werden hingegen teilweise angespart, um Vorsorge für die hohe Sterblichkeit im Alter zu betreiben. Im Unterschied zu normalen Lebensversicherungen wird oft auf eine Gesundheitsprüfung bei Vertragsabschluss verzichtet, da sich eine aufwändige Untersuchung bei den niedrigen Todesfallleistungen nicht lohnt. Vielmehr wird in solchen Fällen eine dreijährige Wartezeit verlangt, in der eine gestaffelte Auszahlung der Leistung erfolgt. Bei einem Todesfall im ersten Versicherungsjahr werden oft nur die eingezahlten Beiträge erstattet.
Die Sterbegeldversicherung wird in der Regel bis zum 85. Lebensjahr bezahlt, danach läuft die Sterbegeldversicherung bis zum 100. Lebensjahr beitragsfrei weiter. Die Versicherungsleistung (also die Versicherungssumme plus Überschüsse) der Sterbegeldversicherung wird fällig, wenn der Versicherte verstirbt oder das 100. Lebensjahr vollendet.

## Vertrieb
Häufig kooperieren die Versicherungsgesellschaften mit den Bestattungsunternehmen und bündeln in der Sterbegeldversicherung auch den Teil einer vertraglich vereinbarten Bestattungsvorsorgeregelung.

## Rechtliche Sicherung
Sterbegeldversicherungen werden bei Sozialhilfebedürftigkeit anders als Lebensversicherungen auf den Erlebensfall nicht als verfügbares Vermögen (§ 90 Zwölftes Buch Sozialgesetzbuch) angesehen. Auch laufende Beiträge zur Sterbegeldversicherung können bei Sozialhilfebezug als Mehrbedarf übernommen werden (§ 33 SGB XII). Voraussetzung hierfür ist jedoch, dass weder ein Bezugsrecht, noch ein anderes Auszahlungsdatum als "mit dem Tod" festgelegt sind, um die zweckbestimmte Verwendung der Gelder sicherzustellen. Die Höchstbeträge für schützenswerte Sterbegeldversicherungen richten sich nach den jeweiligen örtlichen Gegebenheiten und sind beim zuständigen Sozialamt zu erfragen.

## Kritik
Der wirtschaftliche Nutzen von Lebensversicherungen mit so kleinen Versicherungssummen von oft 2.500 bis 10.000 Euro ist strittig. Die für Verwaltung, insbesondere Beitragseinzug vom Versicherer einzukalkulierenden Beitragszuschläge sind verhältnismäßig hoch. Der Bund der Versicherten beschrieb diese Versicherungen als „nicht empfehlenswert“, revidierte diese Aussage aber später. Die Rheinische Post kommt zum Schluss, diese „Versicherungen lohnen nicht“.
Beiträge für jüngere Menschen unter 50 Jahren sind zwar naturgemäß niedrig, andere Sparformen sind dennoch meist ökonomischer.
Auch Stiftung Warentest ist zu der Meinung gekommen, dass sich eine Sterbegeldversicherung nicht lohnt. Insbesondere Menschen, die den Vertrag mit über 65 Jahren abschließen, zahlen immer drauf. Als Beispiel wurde genannt, dass der Modellkunde bei einer Laufzeit von 20 Jahren insgesamt 7.245,50 Euro in den Vertrag einzahlen muss, um eine Versicherungssumme von 5.000 Euro zu erhalten, da nur ein kleiner Teil der Beiträge in den Sparanteil fließt und der Rest des Geldes in den Risikoschutz sowie die Verwaltungskosten fließt. Laut Stiftung Warentest ist eine Risikolebensversicherung mit fallender Versicherungssumme effektiver für diese Zwecke.